# ستيفن موفات
ولد ستيفن موفات بتاريخ 18 نوفمبر 1961 هو منتج و كاتب اسكتلندي اشتهر بأعماله في مسلسل شرلوك.

## روابط خارجية
- ستيفن موفات على موقع IMDb (الإنجليزية)
- ستيفن موفات على موقع ألو سيني (الفرنسية)
- ستيفن موفات على موقع ميوزك برينز (الإنجليزية)
- ستيفن موفات على موقع تيرنر كلاسيك موفيز (الإنجليزية)
- ستيفن موفات على موقع أول موفي (الإنجليزية)
- ستيفن موفات على موقع قاعدة بيانات الأفلام السويدية (السويدية)
- ستيفن موفات على موقع قاعدة بيانات الفيلم (الإنجليزية)
- ستيفن موفات على موقع كينوبويسك (الروسية)